# Мрунал Тхакур
Мрунал Тхакур (*1 серпня 1992) — індійська акторка, яка переважно знімається у фільмах хінді та телугу. Кар'єру почала з телевізійних мильних опер Mujhse Kuchh Kehti...Yeh Khamoshiyaan (2012) і Kumkum Bhagya (2014–2016). За останній виграла Премію Індійського телебачення за найкращу жіночу роль другого плану.
Тхакур дебютувала в кіно на гінді Love Sonia (2018), отримала визнання з 2019 року за біографічні фільми Super 30 і Batla House. Після серії погано сприйнятих гінді фільмів вона досягла успіху з телугу романтичними драмами Sita Ramam (2022), яка виграла два SIIMAs і Hi Nanna (2023).

## Раннє життя
Мрунал Тхакур народилася 1 серпня 1992 рокув Дхуле, Махараштра. Вона відвідувала школу монастиря Св. Йосипа, Джалгаон, і Середню школу Васант Віхар, поблизу Мумбаї. Тхакур залишила Коледж Кішінчанда Челларама, оскільки на той час вона займалася телевізійною кар’єрою.

## Фільмографія

### Фільми
| рік  | Назва           | роль                                  | Мова    | Примітки                                 | Список літератури |
| ---- | --------------- | ------------------------------------- | ------- | ---------------------------------------- | ----------------- |
| 2014 | Hello Nandan    | Рубі                                  | маратхі |                                          |                   |
| 2014 | Vitti Dandu     | Сандх'я Джайн                         | маратхі |                                          | [ 13 ]            |
| 2014 | Surajya         | Доктор Свапна                         | маратхі |                                          | [ 14 ]            |
| 2018 | З любов'ю, Соня | Соня Гупта                            | Хінді   |                                          | [ 15 ]            |
| 2019 | Super 30        | Супрія Сінгх                          | Хінді   |                                          | [ 16 ]            |
| 2019 | Batla House     | Шобхна Ядав                           | Хінді   |                                          | [ 17 ]            |
| 2020 | Ghost Stories   | Іраваті "Іра" Капур                   | Хінді   | Karan Johar's segment                    | [ 18 ]            |
| 2021 | Toofaan         | Доктор Ананья Прабху                  | Хінді   |                                          | [ 19 ]            |
| 2021 | Dhamaka         | Саумія Мехра Патак                    | Хінді   |                                          | [ 20 ]            |
| 2022 | Jersey          | Відья Рао Талвар                      | Хінді   |                                          | [ 21 ]            |
| 2022 | Sita Ramam      | Сіта Махалакшмі / Принцеса Нур Джахан | Телугу  |                                          | [ 22 ]            |
| 2022 | Jahaan          | газель                                | Хінді   | Короткий фільм                           | [ 23 ] [ 24 ]     |
| 2023 | Selfiee         | Танцівниця (без назви)                | Хінді   | Особлива поява в пісні "Kudiyee Ni Teri" | [ 25 ]            |
| 2023 | Gumraah         | Шивані Матхур                         | Хінді   |                                          | [ 26 ]            |
| 2023 | Lust Stories 2  | Вед                                   | Хінді   | Р. Сегмент Балки.                        | [ 27 ]            |
| 2023 | Aankh Micholi   | Паро Сінгх                            | Хінді   |                                          | [ 28 ]            |
| 2023 | Pippa           | Радха Мехта                           | Хінді   |                                          | [ 29 ]            |
| 2023 | Hi Nanna        | Яшна / Варша                          | Телугу  |                                          | [ 30 ]            |
| 2024 | Family Star     | TBA                                   | Телугу  | Зйомки                                   | [ 31 ]            |
| 2024 | Pooja Meri Jaan | Пуджа                                 | Хінді   | Пост-продакшн                            | [ 32 ]            |

### Телебачення
- Усі шоу на гінді, якщо не зазначено інше

| рік       | Назва                                 | роль                 | Примітки                             | Список літератури |
| --------- | ------------------------------------- | -------------------- | ------------------------------------ | ----------------- |
| 2012–2013 | Mujhse Kuchh Kehti...Yeh Khamoshiyaan | Гаурі Бонсле         |                                      | [ 33 ]            |
| 2013      | Arjun                                 | Сакші Ананд          |                                      | [ 33 ]            |
| 2014–2016 | Kumkum Bhagya                         | Бюльбюль Арора Ханна |                                      | [ 34 ]            |
| 2014      | Box Cricket League 1                  | Конкурсант           | Team: Mumbai Warriors                | [ 35 ]            |
| 2015      | Nach Baliye 7                         | Конкурсант           | 8 місце                              | [ 36 ]            |
| 2016      | Saubhagyalaxmi                        | себе                 | Поява гостей                         | [ 37 ]            |
| 2016      | Tuyul & Mbak Yul Reborn               | себе                 | індонезійською телешоу; Поява гостей | [ 38 ]            |
| 2017      | Nadin                                 | Тара                 | Особливий зовнішній вигляд           | [ 39 ]            |
| 2023      | Made in Heaven 2                      | Адхіра Арья          | Епізод: "Beauty and the Beast"       | [ 40 ]            |

### Музичні кліпи
| рік  | Назва                | співачка              | Список літератури |
| ---- | -------------------- | --------------------- | ----------------- |
| 2020 | "Gallan Goriya"      | Дхвані Бханушалі, Таз | [ 41 ]            |
| 2021 | "Bad Boy x Bad Girl" | Ніхіта Ганді, Бадшах  | [ 42 ]            |
| 2021 | "Aise Na Chhoro"     | Гуру Рандхава         | [ 43 ]            |

## Нагороди та номінації
| рік  | Нагорода                                | Категорія                                          | Робота        | Результат | Список літератури |
| ---- | --------------------------------------- | -------------------------------------------------- | ------------- | --------- | ----------------- |
| 2015 | Indian Television Academy Awards        | Найкраща жіноча роль другого плану                 | Kumkum Bhagya | Перемога  | [ 44 ]            |
| 2015 | Gold Awards                             | Найкраща жіноча роль другого плану                 | Kumkum Bhagya | Номінація | [ 44 ]            |
| 2016 | Gold Awards                             | Найкраща жіноча роль другого плану                 | Kumkum Bhagya | Номінація | [ 45 ]            |
| 2018 | London Indian Film Festival             | Нагорода за кращого новачка                        | Love Sonia    | Перемога  | [ 46 ]            |
| 2019 | Gold Awards                             | Висхідна зірка від індійського телебачення до кіно | Н/Д           | Перемога  | [ 47 ]            |
| 2020 | Screen Awards                           | Найбільш перспективний новачок – жінка             | Super 30      | Номінація | [ 48 ]            |
| 2021 | Lokmat Stylish Awards                   | Найстильніша висхідна зірка (Female)               | Н/Д           | Перемога  | [ 49 ]            |
| 2022 | Lokmat Stylish Awards                   | Найстильніший інструмент для зміни ігор            | Н/Д           | Перемога  | [ 50 ]            |
| 2023 | Indian Film Festival of Melbourne       | Премія Різноманіття в кіно                         | Н/Д           | Перемога  | [ 51 ]            |
| 2023 | South Indian International Movie Awards | Найкраща жіноча роль - телугу                      | Sita Ramam    | Номінація | [ 52 ]            |
| 2023 | South Indian International Movie Awards | Найкраща жіноча роль критиків – телугу             | Sita Ramam    | Перемога  | [ 52 ]            |
| 2023 | South Indian International Movie Awards | Найкращий жіночий дебют – телугу                   | Sita Ramam    | Перемога  | [ 52 ]            |
| 2023 | Filmfare OTT Awards                     | Найкраща жіноча роль у короткометражному фільмі    | Jahaan        | Перемога  | [ 53 ]            |

## зовнішні посилання
- Мрунал Тхакур на сайті IMDb (англ.)
- Мрунал Тхакур у соцмережі «Твіттер»